# Frédéric Mireur
Pour les articles homonymes, voir Mireur.
Frédéric Mireur est un historien et archiviste, né le 9 octobre 1834 à Draguignan et mort le 20 janvier 1919 à Draguignan.

## Biographie
Fils d'un maréchal-ferrant, il naît au 32 du boulevard de la Liberté où il passera toute sa vie et décèdera. Élève assidu et travailleur, il fait d’excellentes études secondaires au collège de la ville et y obtient le baccalauréat.
Alexandre Bouyer, médecin, nommé maire de Draguignan en 1853, le fait entrer à la mairie comme agent administratif ; le 31 mars 1858, Mireur est promu secrétaire en chef et archiviste. Parallèlement à ses travaux administratifs, il entreprend de classer et d’inventorier toutes les archives communales et découvre ainsi sa véritable vocation. 
En 1864, il fonde, avec quelques amis écrivains, et notamment Léon Bouyer, le fils du maire, L’Écho du Var, petit hebdomadaire de quatre pages réalisé par l’imprimerie Garcin. En 1870, après la chute de l’Empire et la proclamation de la Troisième République, les autorités mises en place durant le régime déchu sont révoquées. Le nouveau maire, l’avocat Félix Anglès, renouvelle le personnel municipal et Frédéric Mireur est relevé de ses fonctions en 1871 ; L’Écho du Var cesse sa publication.
Frédéric Mireur, qui est âgé de trente-sept ans et ne peut plus envisager une scolarité supérieure, profite de ses loisirs pour parfaire sa formation d’archiviste. Il est nommé archiviste provisoire du département le 3 juillet 1873, à la préfecture du Var (située alors à Draguignan). Après une formation de deux mois à Paris, il est reçu à l’examen d’archiviste le 18 juin 1874 et titularisé dans le Var le 26.
Il procède durant 40 ans au classement et à la cotation de nombreuses archives des administrations et communes du département, des notaires et de certaines familles. Les inventaires des archives communales antérieures à 1790 (dits inventaires Mireur) ont été constitués sous sa direction par les secrétaires de mairie de chaque commune. 
Il meurt en 1919 à l'âge de 84 ans.

## Implications dans la vie culturelle et littéraire locale
En 1890, il contribue fortement à la création d'un immeuble chargé d'abriter les archives du département.
Membre de la Société d'études scientifiques et archéologiques de Draguignan et du Var en 1867, il en devient le secrétaire en 1872. 
Il est membre du Comité des travaux historiques et scientifiques de 1869 à 1904.
Selon la Bibliothèque nationale de France, il a écrit 78 œuvres textuelles, plaquettes et ouvrages, parmi lesquelles :
- Les rues de Draguignan et leurs maisons historiques, 1921-1931 (édition posthume), archives départementales D 17.
- Le royaume de la Basoche à Draguignan, 1890, archives départementales BR 490.
- Notice sur le peintre François Mimault (1580-1652), 1877, archives départementales BR 1397.
- La misère à Draguignan vers la fin du Premier Empire, 1928 (posthume), archives départementales PER 6(1928).
- Un ami et correspondant de Malherbe à Draguignan : Esprit Fouque, seigneur de La Garde, 1904, archives départementales PER 12.
- Les anciens couvents de Draguignan, 1906 (premier prix du concours de l'Académie du Var en 1907), archives départementales 20 971.
- Les causes de la levée du siège de Toulon en 1907, 1887, archives départementales BR 1927.
- De quelques préjugés historiques : les prisons et les juridictions seigneuriales, 1914, archives départementales PER 6(1914).
- Documents sur l'enseignement primaire en Provence avant 1789, 1881, archives départementales BR 3221.
- États généraux de 1789 : cahiers des doléances des comités de la sénéchaussée de Draguignan, 1889, archives départementales C 35.
- Le feu dans l'ancienne Provence, 1897, archives départementales BR 1329.
- Le tiers État à Draguignan : étude sociologique, 1911 (prix Montyon de l’Académie française en 1912), archives départementales D 16.
- Inventaire sommaire des archives communales antérieures à 1790, 1890.
- La Commune de Comps (Var) et ses seigneurs au XIVe siècle, 1890.

## Anecdotes
- Ses manuscrits et sa bibliothèque sont conservées aux Archives départementales du Var[7].
- En juillet 1871, il intente un procès à la ville de Draguignan afin d'être payé des heures supplémentaires passées à dépouiller, inventorier et classer les archives de la ville antérieures à 1790, et pour « autres travaux faits en dehors des obligations de son emploi ». Il réclame le paiement de la somme de 3 845,03 francs-or [8].  Le 23 août 1871, la ville est condamnée à lui payer la somme forfaitaire de 2 000 francs-or [9]. La condamnation est confirmée par la cour d'appel d'Aix-en-Provence [10].
- En février 1919, Jean Aicard lui rend hommage dans la revue de la Société d’études scientifiques et archéologiques de Draguignan et du Var[11] : « Je connaissais Mireur depuis mon enfance. Adolescent,  je reçus de lui et de son ami lettré François Dol, les premiers encouragements, quand je balbutiais mes premiers vers. Dol et Mireur ne se contentaient pas de les lire, ils les imprimaient dans L’Écho du Var... Mireur était un fervent de la solitude, ami des vieux parchemins. Un peu pâle, lettré par vocation, de santé fragile malgré l’ampleur de sa stature... Il ne pouvait se passer de Draguignan et je me demande en vérité comment Draguignan se passera de Mireur, il était l’âme de notre chère cité. »

## Prix et distinctions

### Prix de littérature
- Premier prix (1907) de l'Académie du Var.
- Prix Montyon (1912) de l’Académie française.

### Décorations
- : Chevalier de la Légion d'honneur[12].
- : Officier de l'Instruction publique[13].

## Hommages

### Hommage des Archives départementales du Var
Dans le cadre des journées des archives de juin 2019, les Archives départementales du Var rendent hommage à Frédéric Mireur, décédé cent ans plus tôt. Une journée d'études lui est consacrée le 14 juin 2019 à Draguignan.

### Hommages toponymiques
- Une école primaire de Draguignan porte son nom et une plaque commémorative a été apposée en 1998 sur le fronton de la maison dans laquelle il est né[15].
- Des rues portent son nom à Toulon, Marseille (2e arrondissement) et Draguignan.

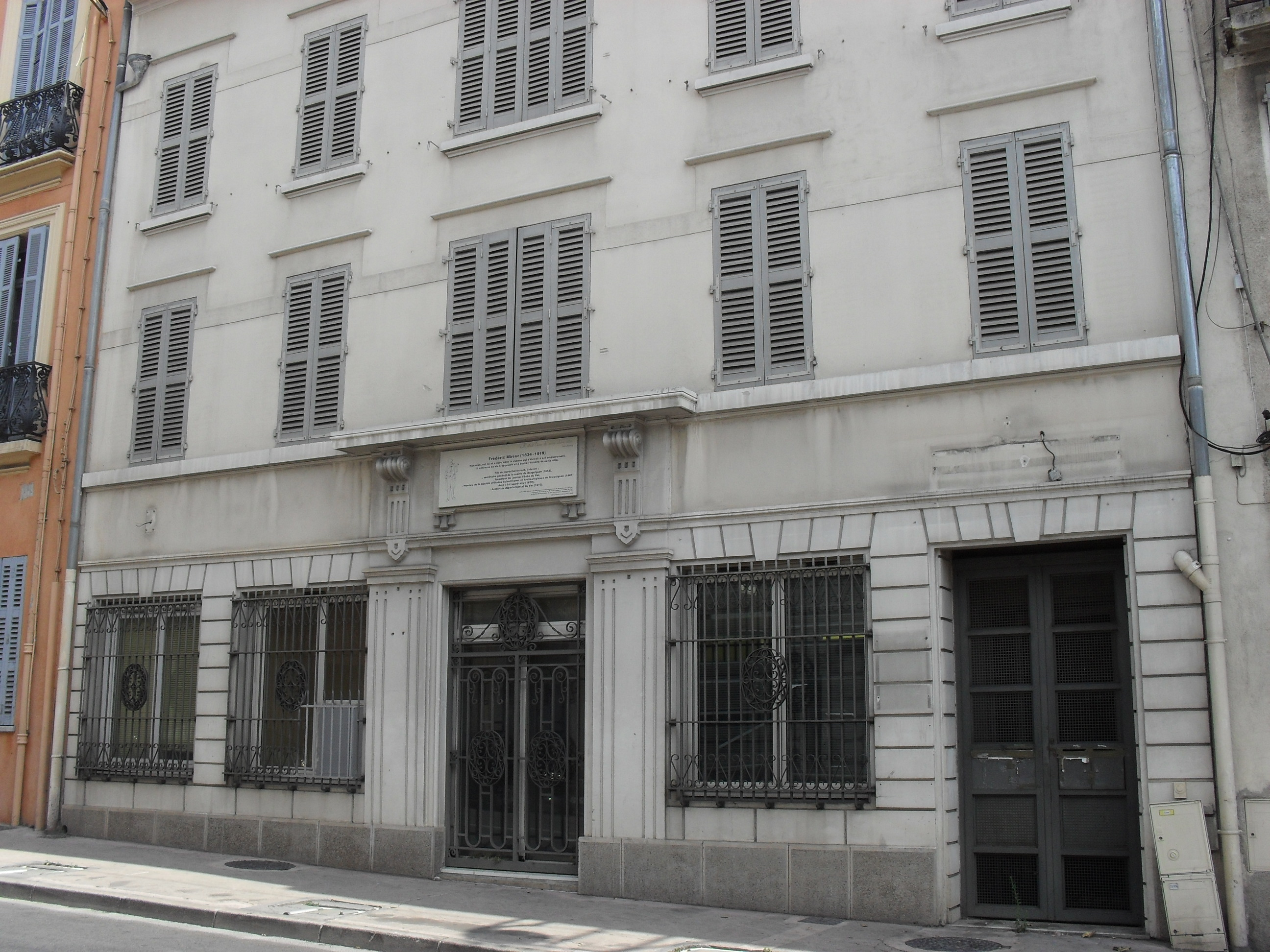
La maison natale au 32 boulevard de la Liberté.
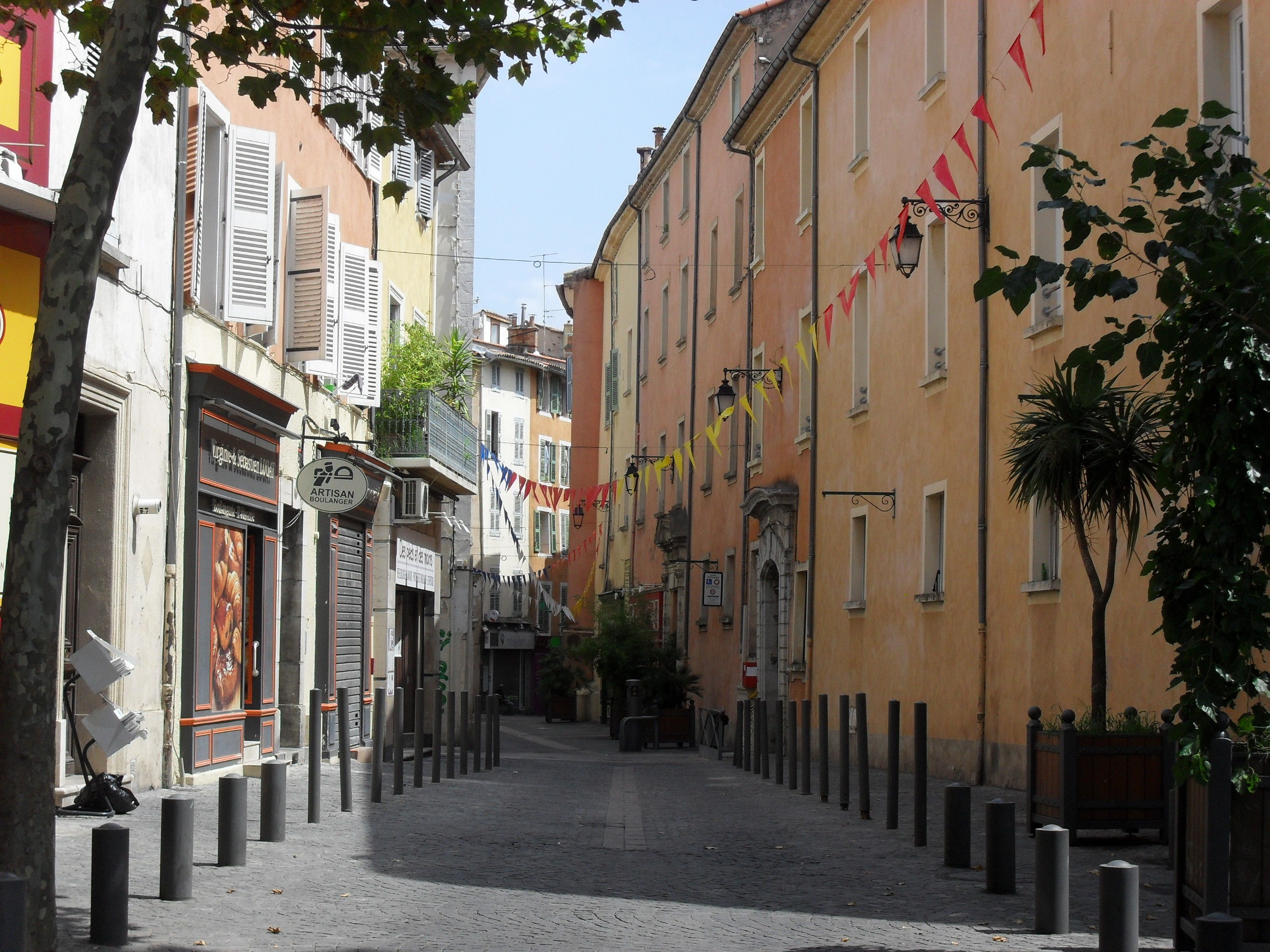
La rue Frédéric Mireur à Draguignan.